# Bailly (Oise)
Bailly è un comune francese di 659 abitanti situato nel dipartimento dell'Oise della regione dell'Alta Francia.

## Società

### Evoluzione demografica
Abitanti censiti